# Municipio de South Big Rock
El municipio de South Big Rock (en inglés: South Big Rock Township) es un municipio ubicado en el condado de Sharp en el estado estadounidense de Arkansas. En el año 2010 tenía una población de 166 habitantes y una densidad poblacional de 5,28 personas por km².

## Geografía
El municipio de South Big Rock se encuentra ubicado en las coordenadas 36°0′39″N 91°29′21″O / 36.01083, -91.48917. Según la Oficina del Censo de los Estados Unidos, el municipio tiene una superficie total de 31.43 km², de la cual 31,43 km² corresponden a tierra firme y (0 %) 0 km² es agua.

## Demografía
Según el censo de 2010, había 166 personas residiendo en el municipio de South Big Rock. La densidad de población era de 5,28 hab./km². De los 166 habitantes, el municipio de South Big Rock estaba compuesto por el 98,19 % blancos y el 1,81 % eran de una mezcla de razas. Del total de la población el 1,2 % eran hispanos o latinos de cualquier raza.